# Rajmund VI z Tuluzy
Rajmund VI z Tuluzy, Rajmund VI z Saint-Gilles (ur. 27 października 1156, zm. 2 sierpnia 1222) – syn Rajmunda V – hrabiego Tuluzy, po śmierci ojca w 1194 został hrabią Tuluzy i podobnie jak ojciec nie podejmował działań zmierzających do rozprawienia się z herezją albigensów.

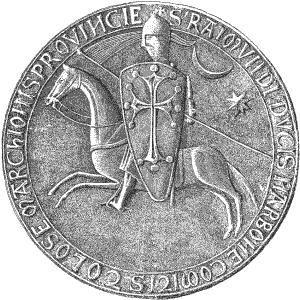

Oskarżony (prawdopodobnie niesłusznie) o przyczynienie się do śmierci Pierre’a de Castelnau stał się celem świętej wojny, jaka rozpętała się w roku 1208. W 1211 został zaatakowany przez krzyżowców z Szymonem z Montfort na czele, któremu papież powierzył dowództwo wojskowe w krucjacie przeciwko albigensom (1209), którzy mieli dominować na ziemiach hrabstwa Tuluzy (Carcassonne, Albi i Béziers). Krucjata przerodziła się w podbój Langwedocji przez feudałów z północy. Walki charakteryzowały się wyjątkowym okrucieństwem i bezwzględnością po obu stronach. W samym Béziers zabito kilka tysięcy mieszkańców.
Po szybkim zdobyciu Béziers i Carcassonne Szymon z Montfort został wyznaczony namiestnikiem hrabstwa Tuluzy i w ciągu kilku lat dokonał podboju całej Langwedocji. Decydujące znaczenie miała bitwa pod Muret w 1213 r., gdzie Montfort pokonał znacznie większą armię Rajmunda i wspomagającego go szwagra, króla Aragonii, Piotra II, który w bitwie tej poległ. W 1215 Rajmund został ekskomunikowany i pozbawiony swych włości przez papieża Innocentego III. Szymon z Montfort przyjął tytuły hrabiego Tuluzy, wicehrabiego Béziers i Carcassonne oraz diuka Narbonny, ale cieszył się nimi tylko do swej śmierci w roku 1218.
Rajmund VI był pięciokrotnie żonaty. Odzyskane pod koniec życia hrabstwo Tuluzy odziedziczył po nim najstarszy syn, Rajmund VII.

## Małżeństwa i potomstwo
- 12 września 1172 poślubił Ermessinde de Pelet (zm. 1176), hrabinę Melgueil, wdowę po Piotrze Bernardzie de Sauve, córkę Bernarda de Narbonne-Pelet, pana Alais i Béatrice, hrabiny Melgeuil.
- około 1180 poślubił Béatrice de Béziers, córkę Rajmunda I Trencavel, wicehrabiego Béziers i Saure. Zmarła w 1193 tuż po urodzeniu drugiego dziecka:
  - Konstancja, żona Sancha VII Mocnego (zm. 1234), króla Nawarry, potem Piotra V de Bermond, pana Anduze,
  - Indie, żona Wilhelma, wicehrabiego Lautrec, od 1226 żona Bernarda II de l’Isle-Jourdain.
- w październiku 1196 poślubił Joannę Plantagenet (1165–1199), córkę Henryka II, króla Anglii i Eleonory Akwitańskiej. Joanna urodziła mu:
  - Rajmunda VII (1197–1249), hrabiego Tuluzy,
  - syna (ur. i zm. 4 września 1199).
- w 1200 ożenił się z Damsel de Chypre, córką Izaaka Komnen, króla Cypru. Zmarła w 1202/1203.
- w styczniu 1203 poślubił Eleonorę Aragońską (ok. 1182–1226), córkę Alfonsa II, króla Aragonii i Sanchy Kastylijskiej.